# Und ein stolzer Hahn dazu
Und ein stolzer Hahn dazu ist der deutsche Titel des stummen amerikanischen Two-Reelers Pass the Gravy (deutsch vielleicht “Reich mal die Soße rüber”), den Fred Guiol nach einem Drehbuch von Hal Roach und Leo McCarey 1928 in den Hal Roach Studios mit dem damals populären jüdischen Darsteller Max Davidson in der Hauptrolle realisierte. Und ein stolzer Hahn dazu  gilt allgemein als die gelungenste der meist überdurchschnittlichen Max-Davidson-Komödien. 
Der deutsche Titel lehnt sich an ein Zitat aus einer Bildergeschichte von Wilhelm Busch an, den Ersten Streich von „Max und Moritz“, in dem es um das Geflügel der Witwe Bolte geht: „Ihrer Hühner waren drei / Und ein stolzer Hahn dabei.“

## Handlung
Die Hühner, die Nachbar Schultz züchtet, sind ständiger Anlass zum Streit mit Max Davidson, da sie in dessen Garten die Saaten aufpicken. Als sich jedoch die Kinder der beiden verloben, scheint das Kriegsbeil begraben, und Max lädt zu einem Abendessen ein. Er gibt seinem Sohn Ignatz Geld, mit dem er ein Huhn kaufen soll, doch der behält es und schlachtet stattdessen den preisgekrönten Hahn des Nachbarn. Bei Tisch merkt nur Schultz nicht, was es da zu essen geben soll. Alle bemühen sich verzweifelt, die schlechte Nachricht vor Schultz zu verbergen, der Max gewiss den Hals umdrehen würde, erführe er denn die Wahrheit.

## Hintergrund
Der Film entstand in den Hal Roach Studios, 8822 Washington Blvd., Culver City, California, USA.  Produzent war Hal Roach. An der Kamera stand George Stevens, den Schnitt besorgte Richard C. Currier. Premiere in Amerika war am 7. Januar 1928. 
“The finest surviving Davidson comedy is PASS THE GRAVY, a meticulous exploitation of a single situation as only the Roach filmmakers could achieve. It went before the cameras as D-6 the last two weeks of October, 1927.” (R. W. Bann)
Pass the Gravy (1928) besteht zum größten Teil aus einer Szene am Esstisch, bei der die Davidson-Familie sich verzweifelte Ablenkungsmanöver einfallen lassen muss, damit ihr Gast nicht bemerkt, dass er gerade seinen wertvollen preisgekrönten Hahn verspeist.

## Rezeption
„Der in Berlin geborene Max Davidson (1875–1950) begann 1912 mit der Darstellung ewig bärtiger achselzuckender jüdischer Schneider, Lumpensammler und Pfandleiher und produzierte in den 1920er Jahren sogar eine eigene Reihe von Kurzkomödien in den Hal Roach Studios.“

„Thema der Davidson-Komödien waren die Probleme einer jüdischen Familie in den USA – mit nichtsnutzigen Söhnen und einer Tochter, die sich zum Entsetzen des Vaters mit nicht-jüdischen Freunden vergnügt […] Ständig getrieben von der Angst, den mühsam erworbenen Lebensstandard zu verlieren, und stets bereit zur Verteidigung der traditionellen Werte in einer modernen Welt, die seine eigenen Kinder prägt, war Davidson die ideale Identifikationsfigur für das Heer von Immigranten in den USA.“

William K. Everson macht geltend, dass die Komödien Davidsons denen von Laurel und Hardy an Qualität ebenbürtig gewesen seien, jedoch aufgrund von Einwänden, die amerikanische Juden Ende der 1930er Jahre gegen sie vorbrachten, übergangen und letztlich vergessen worden seien.

„Davidson’s character —that of the Jewish immigrant struggling to assimilate in his adopted country— is also one of the reasons why his work isn’t more prominently placed in retrospect; though there was no malice in Max’s characterizations (identified by his shaggy mop of hair and beard, clad in a derby hat and long coat) some of the stereotypical humor might not pass muster with the audiences of today.“

„Playing an old world Jew adrift in a land of goyim, Davidson was a comedian whose stock-in-trade was the stereotypical European Jew. His full beard, shaggy hair, bowler hat, and dark clothes from an earlier century, marked him as an immigrant. His characterization was a catalogue of hand gestures, winces, beard strokes, and shrugs. He played Ginsbergs, Cohens, Gimplewarts, and Weinbergs. He portrayed rag men, junk men, pawnbrokers, and most often, tailors.“

„Max Davidson (1875–1950) was a German actor whose stock in trade was playing the henpecked, just-off-the-boat Jewish father. At the peak of his career in the States in 1927 he was given his own series of comedies with Hal Roach studios, creating some of the funniest shorts they ever produced. His characters would be fish out of water men struggling to adjust to mainstream America (not to mention his goofy family), and his comedy grew out of the gulf between his old world manners and the new world that his children were born into.“

„That his films parody ethnic particularities without even a tinge of racism is what bestows Davidson with greatness. As is the case with all truly intelligent film comedies, the parody also mocks cultural and ethnic prejudices.“

Und ein stolzer Hahn dazu wurde 1998 ins National Film Registry der Library of Congress aufgenommen.
Der Film wurde zusammen mit anderen Kurzfilmkomödien von Max Davidson von der edition filmmuseum auf DVD veröffentlicht. Er lief auch bei den Internationalen Stummfilmtagen 2011 beim 27. Bonner Sommerkino mit Klavierbegleitung durch Neil Brand.
Der Kultursender Arte strahlte den Film zusammen mit zwei anderen Max-Davidson-Komödien am Montag, den 26. Dezember 2011 um 0.40 Uhr im deutschen Fernsehen in einer vom Filmmuseum München umfassend restaurierten Fassung aus.

## Abbildungen
- Kinoplakat für Pass the Gravy
- Kinoplakat für Pass the Gravy
- Standphoto mit Max Davidson aus Pass the Gravy